# Kings-Centre
Circonscription électorale provinciale du Canada
Kings-Centre ((en) Kings Centre) est une circonscription électorale provinciale du Nouveau-Brunswick représentée à l'Assemblée législative depuis 2014.

## Géographie
La circonscription comprend :
- la ville de Grand Bay-Westfield ;
- le village de Norton ;
- les communautés de Nerepis, Browns Flat, Kingston, Clifton Royal, Evandale, Kiersteadville, Belleisle, Belleisle Creek, Bloomfield et Summerville.

## Liste des députés
| Législature                                                                          | Années       | Député | Député      | Parti                     |
| ------------------------------------------------------------------------------------ | ------------ | ------ | ----------- | ------------------------- |
| Kings-Centre Circonscription issue de Fundy-River Valley, Hampton-Kings et Kings-Est |              |        |             |                           |
| 58e                                                                                  | 2014-2018    |        | Bill Oliver | Progressiste-conservateur |
| 59e                                                                                  | 2018-2020    |        | Bill Oliver | Progressiste-conservateur |
| 60e                                                                                  | 2020-2024    |        | Bill Oliver | Progressiste-conservateur |
| 61e                                                                                  | 2024-Présent |        | Bill Oliver | Progressiste-conservateur |